# Catherine Marnas
Catherine Marnas, née le 5 mai 1955 à Lyon est une metteuse en scène de théâtre française.

## Biographie
Catherine Brigitte Marnas naît le 5 mai 1955 à Lyon. Elle est titulaire d’une maîtrise de lettres modernes et d’un DEA de sémiologie théâtrale. Elle s’est formée à la mise en scène auprès de deux grands noms du théâtre contemporain, Antoine Vitez (1983-1984) et Georges Lavaudant (1987-1994).
En parallèle, elle fonde la compagnie dramatique Parnas dédiée presque exclusivement au répertoire contemporain. Animée par un souci constant de travailler une matière toujours en prise avec le monde, elle s’attache à faire entendre l’écriture d’auteurs comme Dubillard, Copi, Frisch, Py, Pasolini, Rebotier, Valletti… Quelques « classiques du XXe siècle » jalonnent son parcours, tel que Brecht ou encore des auteurs de référence - sans cesse à interroger - que sont Molière, Shakespeare, Tchekhov. Bernard-Marie Koltès est son auteur fétiche. Elle met en scène plusieurs de ses textes en France et à l’étranger. Catherine Marnas revendique un théâtre « populaire » et « généreux », où la représentation théâtrale se conçoit comme un acte de la pensée et source de plaisir.
Artiste associée à La Passerelle, scène nationale de Gap et des Alpes du Sud de 1994 à 2012 et aux Théâtre des Salins, scène nationale de Martigues de 2005 à 2012, la compagnie Parnas est impliquée dans ses activités en Région Provence-Alpes-Côte d'Azur. Installée à Marseille depuis 1997, la compagnie s’appuie sur une troupe de comédiens permanents (Julien Duval, Franck Manzoni, Maud Narboni, Olivier Pauls, Bénédicte Simon) rejoints par d’autres compagnons fidèles comme le scénographe (Carlos Calvo), la costumière (Edith Traverso), la créatrice son (Madame Miniature)…
Le 19 avril 2013, elle est nommée directrice du Théâtre national de Bordeaux en Aquitaine (le CDN de Bordeaux) et de l'éstba - École supérieure de théâtre de Bordeaux en Aquitaine (direction pédagogique Franck Manzoni), par la ministre de la culture, Aurélie Filippetti, en remplacement de Dominique Pitoiset. Elle a pris ses fonctions le 1er janvier 2014. Catherine Marnas a toujours conjugué création, transmission et formation de l’acteur notamment au Conservatoire national supérieur d'art dramatique de Paris et à l’École régionale d'acteur de Cannes. C’est avec les élèves-comédiens de l’École supérieure de théâtre Bordeaux Aquitaine (éstba) qu'elle poursuit ses enseignements.
C’est avec ardeur qu’elle revendique un théâtre « populaire et généreux » où la représentation théâtrale se conçoit comme un acte de la pensée et source de plaisir... Ses mises en scène au TnBA : Lignes de faille de Nancy Huston (2014), le Banquet Fabulateur, création collective (2015), Les Comédies barbares de Ramón del Valle-Inclán (2016) ; 7 d’un coup de Catherine Marnas inspiré du Vaillant petit tailleur des Frères Grimm (2017) et Marys’ à minuit de Serge Valletti (2018). Du 9 au 25 octobre 2018, elle crée La nostalgie du futur au TnBA. En 2020 elle crée A Bright Room Called Day… Une chambre claire nommée jour de Tony Kushner.

## Mises en scène

### Théâtre
- 1986 : Rashômon, d'après d'Akutagawa Ryunosuke, Théâtre de l’Ouest Lyonnais
- 1988 : Élise et Marcel, d'après Les journaliers de Marcel Jouhandeau, TNP Théâtre national populaire Villeurbanne
- 1991 : Vania, d'après Oncle Vania d'Anton Tchekhov, La Passerelle, Gap, TNP Théâtre national populaire Villeurbanne
- 1992 : Les Diablogues, de Roland Dubillard, MC 93 Bobigny
- 1994 : Le Comte Öderland, de Max Frisch, Festival d’Alba la Romaine
- 1996 : Les Chiens de conserve, de Roland Dubillard, La passerelle Gap, Théâtre 13 Paris, reprise en 2004 au Théâtre du Rond-Point, Paris
- 1996 : Don Quichotte, Ché Guevara, Sub-Commandante Marcos, montage de textes, Théâtre de la Bastille, Paris
- 1997 : L'Héritage, de Bernard-Marie Koltès, Théâtre de la Ville, Paris
- 1997 : Célibat, de Tom Lanoye, Théâtre ouvert
- 1998 : Femmes, guerre, comédie, de Thomas Brasch, La Passerelle, Gap
- 1998 : La Tempête, de William Shakespeare, La Passerelle, Gap
- 1998 : J'étais dans ma maison et j'attendais que la pluie vienne, de Jean-Luc Lagarce, Festival de Sitges (Espagne)
- 1999 : Fragments Koltès, d’après des textes de Bernard-Marie Koltès, Théâtre de la Ville, Paris
- 1999 : Oh Oaxaca, montage de textes, Festival d’Avignon
- 2000 : L’île de Dieu, de Gregory Motton, Théâtre du Gymnase, Marseille, Théâtre de l’Aquarium, Paris
- 2001 : Marys' à minuit, de Serge Valletti, CDN Aubervilliers
- 2001 : Le naufrage du Titanic, de Hans Magnus Enzensberger, La Passerelle, Gap
- 2002 : Premier conte sur le pouvoir, de Pier Paolo Pasolini, La Passerelle, Gap
- 2003 : Faust ou la Tragédie du savant, d'après Goethe, Marlowe, Klinger, La Passerelle, Gap, Théâtre La Criée, Marseille
- 2004 : Le pacte de Pierre, de Pier Paolo Pasolini, Théâtre du Lierre, Paris
- 2005 : Lilith ou de l'inconvénient pour sa réputation de refuser la position du missionnaire, La Passerelle, Gap
- 2006 : Sainte Jeanne des abattoirs, de Bertolt Brecht, La Passerelle, Gap, CDN Montreuil
- 2006 : La jeune fille aux mains d'argent, opéra de Raoul Lay sur un texte d'Olivier Py (version pour marionnettes), Le Cadran, Briançon, Théâtre de Saint-Quentin-en-Yvelines
- 2007 : Vengeance tardive, de Jacques Rebotier, La Passerelle, Gap
- 2007 : Le temps suspendu, commande de Lieux Publics, Marseille
- 2008 : Le Crabe et le hanneton, montage de textes, La Passerelle, Gap
- 2009 : La Nuit juste avant les forêts, de Bernard-Marie Koltès version pour espace public
- 2009 : Le Banquet fabulateur, inspiré de l’essai de Nancy Huston L’Espèce Fabulatrice, Théâtre les Salins, Martigues
- 2010 : Lignes de faille [1], d’après le roman de Nancy Huston, La Passerelle, Gap
- 2011 : Lignes de faille [l’intégrale], d’après le roman de Nancy Huston, La Passerelle, Gap, TNS Strasbourg
- 2011 : Il Convivio, version franco-italienne du Banquet fabulateur, La Passerelle, Gap
- 2011 : Usted está aquí | Vous êtes ici, de Bárbara Colio, traduction Catherine Marnas, Festival ActOral, Marseille
- 2012 : Sallinger, de Bernard-Marie Koltès, TNS Strasbourg, Cie dramatique Parnas
- 2013 : El Cachafaz, de Copi, Marseille Provence 2013, Friche la Belle de Mai
- 2013 : N'enterrez pas trop vit Big Brother (titre provisoire), de Driss Ksikes, Marseille Provence 2013, Friche la Belle de Mai
- 2014 : Lignes de faille, d’après le roman de Nancy Huston, TnBA, Bordeaux, du 8 au 23 octobre 2014
- 2015 : Lignes de faille, d’après le roman de Nancy Huston, compagnie Parnas, théâtre du Rond-Point, Paris, du 12 mars au 11 avril 2015[3]
- 2015 : Lorenzaccio, d’apres l’œuvre d’Alfred de Musset, TnBA, Bordeaux, du 7 au 22 octobre 2015
- 2015 : Le Banquet Fabulateur, création collective, TnBA, Bordeaux, du 10 au 14 février 2015
- 2016 : Les Comédies barbares de Ramón del Valle-Inclán, TnBA, Bordeaux
- 2017 : 7 d’un coup de Catherine Marnas inspiré du Vaillant petit tailleur des Frères Grimm, TnBA, Bordeaux  du 21 novembre au 2 décembre
- 2018 : Marys’ à minuit de Serge Valletti, TnBA, Bordeaux.
- 2018 : La nostalgie du futur, textes de Pier Paolo Pasolini et Guillaume Le Blanc, du 9 au 25 octobre 2018, TnBA, Bordeaux
- 2020 : A Bright Room Called Day… Une chambre claire nommée jour de Tony Kushner,  TnBA, Bordeaux du 7 au 18 janvier 2020
- 2020 : La Nuit juste avant les forêts, de Bernard-Marie Koltès, TnBA, Bordeaux du 12 au 20 mai
- 2023 : Le rouge et le noir, d'après le roman de Stendhal, TnBA, Bordeaux du 7 au 17 novembre[4]

### Opéra
- 2001 : La Jeune Fille aux mains d'argent, opéra de Raoul Lay sur un texte d'Olivier Py au Festival de Marseille
- 2016 : Simon Boccanegra de Giuseppe Verdi à l'Opéra national de Bordeaux

### À l’étranger
Sa volonté de confronter son théâtre à l’altérité, son goût des croisements, la curiosité du frottement avec d’autres cultures emmènent régulièrement Catherine Marnas et sa Compagnie dans de nombreuses aventures à l’étranger en Amérique latine et en Asie.
Mexique
- 1995 : Roberto Zucco, de Bernard-Marie Koltès, XXIII Festival internacional Cervantino, Guanajuato
- 1998 : Alors, entonces atelier franco-mexicain avec le Conservatoire de Paris, Centro Nacional de las Artes, Mexico
- 2002 : Eva Peron, triptyque de Copi, Teatro Oreintacion, Mexico
- 2011 : Pancho Villa, de Bárbara Colio, Centro Nacional de las Artes, Mexico, projet interrompu à la suite de l'annulation de l'année du Mexique en France

Brésil
- 2008 : Le Retour au désert, de Bernard-Marie Koltès, São Jose do Rio Preto & São Paulo, Théâtre de la Ville, Paris, MC2, Grenoble

Chine
- 2007 : Dom Juan, de Molière, Académie centrale de Pékin

Cambodge
- 2008 : La perdrix mâle et la perdrix femelle, d'après un conte cambodgien, Festival Lakhaon, Phnom Penh
- 2010 : L’affaire de la rue de Lourcine, d’Eugène Labiche, Festival Lakhaon, Phnom Penh

### Dans le cadre de la formation d’acteurs
Depuis son entrée dans le théâtre, Catherine Marnas a toujours conjugué création, direction, transmission et formation de l'acteur.  Elle a été professeur d’interprétation au Conservatoire national supérieur d'art dramatique de Paris de 1998 à 2001. Elle enseigne à l’École Régionale d’Acteur de Cannes et est artiste associée de l’ensemble 21 de 2011 à 2014. Désormais directrice de l'ESTBA (École supérieure de théatre de Bordeaux en Aquitaine), elle continue toute la formation mais désormais formation au métier de comédien.
- 1994 : Une Antigone, de Michèle Sigal avec les 2e année de l’ÉRAC - École régionale d’acteurs de Cannes
- 1997 : Le parti d’en rire, d’après Karl Valentin, Daniil Harms, Pierre Dac, 2e année de l'ÉRAC
- 1998 : Matériau Koltès, d’après Bernard-Marie Koltès, 3e année du Conservatoire national supérieur d'art dramatique (CNSAD)
- 2000 : L'île de Dieu, de Gregory Motton, 3e année de l'ÉRAC
- 2001 : Qui je suis ?, de Pier Paolo Pasolini, 3e année du CNSAD
- 2004 : Le Dyscolos, de Ménandre, 2e année de l'ÉRAC
- 2010 : Si un chien rencontre un chat... de Bernard-Marie Koltès, 3e année de l'ÉRAC, Théâtre La Criée Marseille, Festival d’Avignon
- 2016 : Les Comédies barbares de Ramón del Valle-Inclán, TnBA, Bordeaux / 3e année de l'ESTBA, TnBA Bordeaux

## Distinctions

### Décorations
Le 23 mars 2017, Catherine Marnas est nommée au grade d'officier dans l'ordre des Arts et des Lettres. 
Le 31 décembre 2019, elle est nommée au grade de chevalier dans l'ordre national de la Légion d'honneur au titre de « metteuse en scène, directrice d'un théâtre national ; 36 ans de services ».

### Prix
- 1999 : Grand prix national du théâtre du ministère de la Culture, catégorie « jeune talent » des arts du spectacle vivant.
- 2006 : professeur honoraire de l'Académie centrale de Pékin.

## Pour approfondir